# Lophocolea terminalis
Lophocolea terminalis là một loài Rêu trong họ Lophocoleaceae. Loài này được Lindenb. & Gottsche mô tả khoa học đầu tiên năm 1847.